# ズトフェン
ズトフェンまたはジュトフェン（Zutphen. オランダ語発音: [ˈzʏtfə(n)] ( 音声ファイル)）は、オランダのヘルダーラント州にある町、または基礎自治体（ヘメーンテ）。同州の州都アルンヘムから、約30km北東にある。アイセル川の東岸に位置し、当地でアイセル川はベルケル川と合流する。Zutphen の語源は 'zuid-veen'（南の沼）にあると言われる。
基礎自治体としてのズトフェンは、2005年、独立した基礎自治体であった隣のワルンスヴェルト（Warnsveld）と合併したが、ズトフェン側の名が自治体名として引き継がれることになった。人口約47,000人。